# Mesochorus discolor
Mesochorus discolor là một loài tò vò trong họ Ichneumonidae.